# Françoise Prévost (skådespelerska)
Françoise Denise Prévost, född 13 januari 1929 i Paris, död 30 november 1997 i samma stad, var en fransk skådespelerska.

## Roller i urval
- 1950 – Det sker blott en gång
- 1953 – De tre musketörerna
- 1958 – Paris - öppen stad
- 1959 – I lejonets tecken
- 1961 – Flickan med de gyllene ögonen
- 1961 – Heta stålar
- 1962 – Fångarna i Altona
- 1962 – Äventyr i Paris